# مستر أند مسز عويس (فلم)
مستر أند مسز عويس هو فيلم مصري من إنتاج عام 2012. وتاريخ عرضه يوافق عيد الفطر لسنة 1433 هـ.

## القصة
تدور قصة الفيلم حول شاب مستهتر، يبدد ثروة والده التي تركها له بعد وفاته، فتقرر والدته أن تزوجه، وتبدأ رحلة بحثها عن عروسة له، لكنه يحاول إفساد خطة والدته برفض كل عروسة ترشحها له، إلى أن يقع في غرام فتاة ريفية بسيطة تبدأ في إصلاحه.

## الممثلون
- حمادة هلال
- بشرى
- إدوارد
- جنا عمرو
- أحمد راتب
- هناء الشوربجي
- غسان مطر
- محمد شرف
- محمد متولي
- بدرية طلبة
- تتيانا
- فريد النقراشي
- أيمن إسماعيل
- لبنى محمود

## روابط خارجية
- مقالات تستعمل روابط فنية بلا صلة مع ويكي بيانات